# 24-Stunden-Rennen von Le Mans 1935

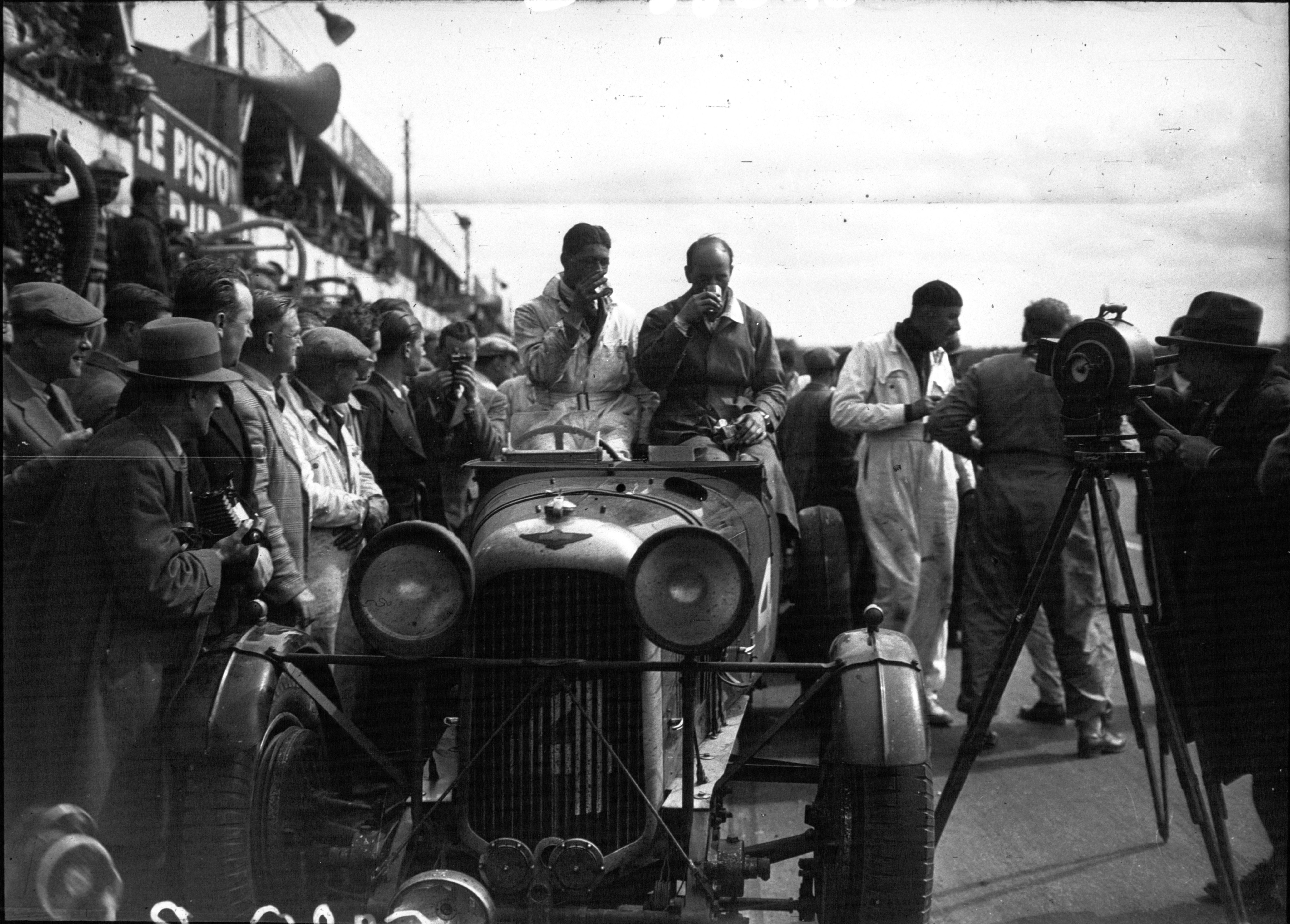
Die Sieger Luis Fontés und Johnny Hindmarsh

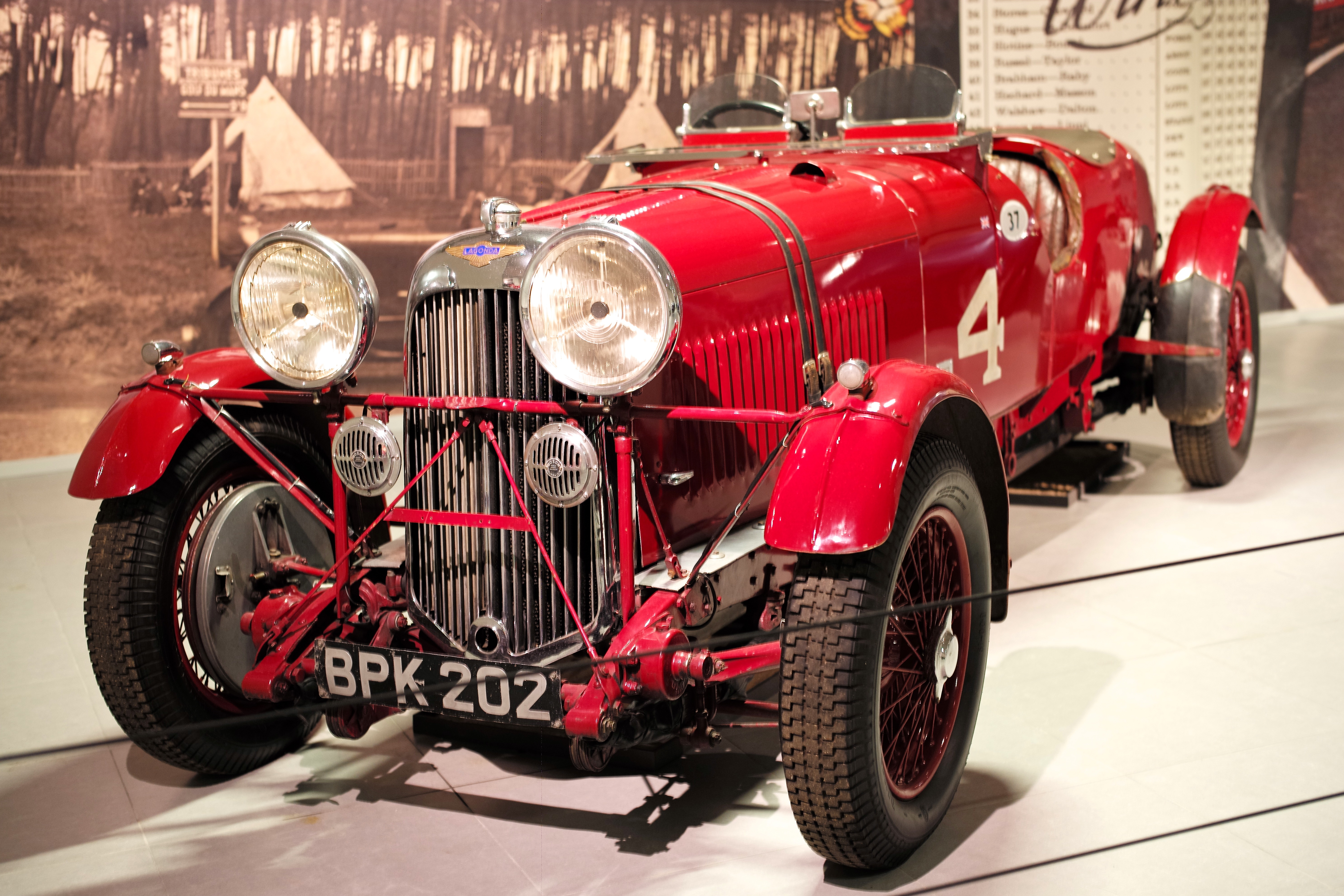
Der Lagonda M45R Rapide, der Siegerwagen von Johnny Hindmarsh und Louis Fontès, steht heute im Rennwagenmuseum von Le Mans

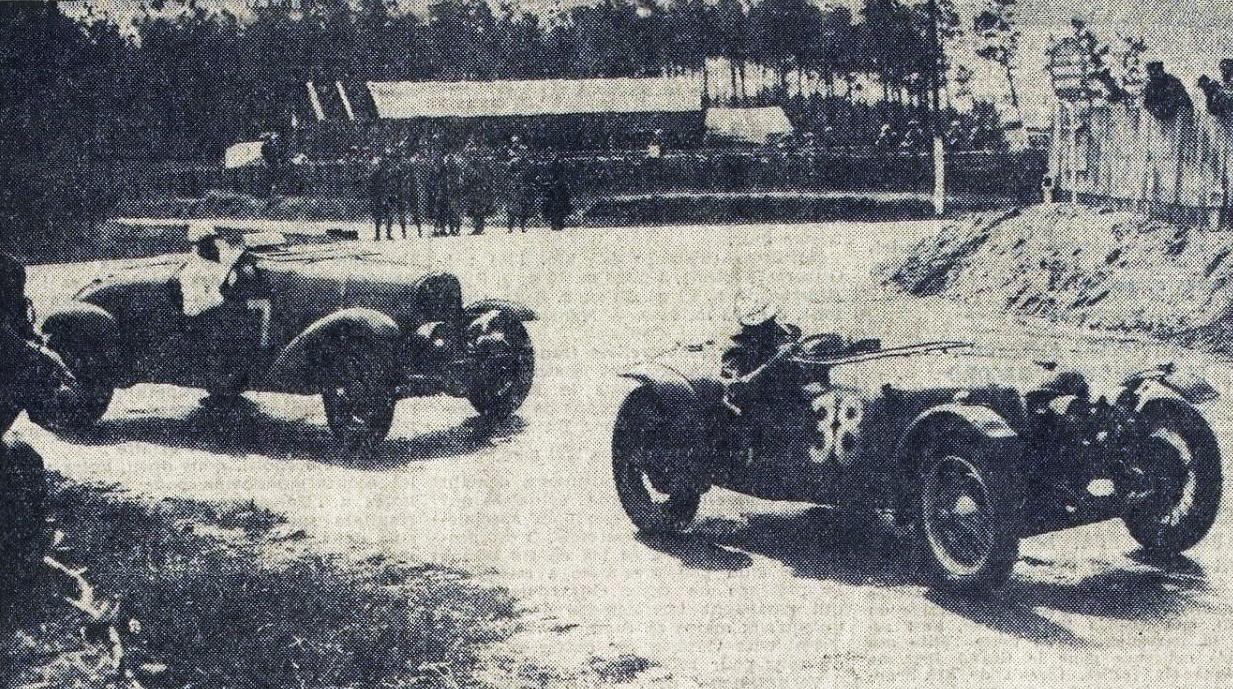
Der Riley mit der Startnummer 38 und der Delahaye mit der Startnummer 7 in der Mulsanne

Das 13. 24-Stunden-Rennen von Le Mans, der 13e Grand Prix d’Endurance les 24 Heures du Mans, auch Les 24 Heures du Mans, Circuit de la Sarthe, fand vom 15. bis 16. Juni 1935 auf dem Circuit des 24 Heures statt.

## Das Rennen
Die bisher größte Anzahl an Startern, 55, ging am 15. Juni 1935 in das 13. 24-Stunden-Rennen von Le Mans. Mit 37 Fahrzeugen stellte Großbritannien das Gros der Fahrzeuge. Werksmannschaften von Aston Martin, Singer, Riley und Austin waren am Start. Zum ersten Mal entsandte Frazer Nash zwei Werkswagen an die Sarthe. Der stärkste britische Wagen, war der privat eingesetzte Lagonda von Johnny Hindmarsh und Luis Fontés. Erstmals war auch ein Ehepaar am Start. Tommy und Elsie Wisdom, genannt „The Tommy and Bill Show“, saßen jedoch in verschiedenen Fahrzeugen. Tommy Wisdom fuhr einen Singer 9 Le Mans, seine Frau Elsie gemeinsam mit der Kanadierin Kay Petre einen Riley Nine. Beide sahen die Zielflagge nicht. Aus Frankreich kam Talbot, nun unter der Führung von Anthony Lago, und Delahaye. Mit dabei war auch wieder der rumänische Prinz Nikolaus mit seinem völlig unmodernen aber hubraumstarken Duesenberg.
Favoriten war aber wieder die Alfa Romeo 8C. Vier wurden privat gemeldet, und der Wagen, in dem Raymond Sommer saß, übernahm vom Start weg die Führung. Bis zum Einbruch der Nacht war aber jeder der vier italienischen Boliden, zumindest einmal bis an die Spitze des Feldes vorgestoßen. Vor Mitternacht waren die meisten Bugattis und der Duesenberg schon ausgefallen. Raymond Sommer – der nach einer Erkrankung seines Teamkollegen seit dem Start ohne Ablöse fahren musste – gab am frühen Sonntag nach technischen Problemen ebenfalls auf. Als auch Luigi Chinetti und Francis Curzon aufgeben mussten, blieb nur mehr der Alfa Romeo von Pierre Louis-Dreyfus und Henri Stoffel übrig. Als auch Dreyfus zu einer längeren Reparatur an die Box musste, übernahm der schwere Lagonda Rapide, mit Hindmarsh am Steuer, die Führung. Als Dreyfus den Briten wieder einholte und überholte, beging die Boxenmannschaft einen folgenschweren Fehler. In der irrigen Annahme, Dreyfus läge bereits an der Spitze, wurde er angehalten, langsam zu fahren, um den Alfa zu schonen. Der Franzose hatte sich aber erst zurückgerundet. Als der Fehler bemerkt wurde, war es schon zu spät. Dreyfus konnte zwar noch massiv Boden gutmachen, musste sich am Ende aber um zwei Wagenlängen geschlagen geben. Dabei war der später siegreiche Lagonda fast schon ausgefallen. Der Wagen wurde fast das gesamte Rennen von Getriebeproblemen geplagt, die teilweise so groß wurden, dass die Fahrer kaum noch schalten konnten. Bei seinem letzten Turn stellte Luis Fontés den Lagonda knapp vor den Boxen ab und ging zu Fuß zurück, um einen Ausfall zu melden. Seine Boxenmannschaft schickte ihn aber wieder auf die Strecke, er konnte den Wagen starten, nach einigem Mühen den ersten Gang einlegen und weiterfahren.
28 Fahrzeuge, so viel wie noch nie, sahen die Zielflagge, wobei die Lagonda-Mannschaft den Distanzrekord um mehr als 100 km verfehlte.

## Ergebnisse

### Piloten nach Nationen
| 61 Briten   | 48 Franzosen   | 2 Italiener | 1 Australier | 1 Kanadier |
| 1 Monegasse | 1 Niederländer | 1 Rumäne    |              |            |

### Schlussklassement
| Pos.            | Klasse | Nr. | Team                            | Fahrer                                                     | Chassis                             | Motor                           | Reifen | Runden |
| --------------- | ------ | --- | ------------------------------- | ---------------------------------------------------------- | ----------------------------------- | ------------------------------- | ------ | ------ |
| 1               | 5.0    | 4   | Arthur W. Fox & Charles Nicholl | Johnny Hindmarsh Luis Fontés                               | Lagonda M45R Rapide                 | Meadows 4.5L I6                 | D      | 222    |
| 2               | 3.0    | 12  | Pierre Louis-Dreyfus            | Pierre Louis-Dreyfus Henri Stoffel                         | Alfa Romeo 8C 2300                  | Alfa Romeo 2.3L Supercharged I8 | D      | 222    |
| 3               | 1.5    | 29  | Roy Eccles                      | Charles E. C. Martin Charles Brackenbury                   | Aston Martin 1½ Ulster              | Aston Martin 1.5L I4            | D      | 215    |
| 4               | 1.5    | 24  | Riley Motor Company Ltd.        | Bill von der Becke Colin Richardson                        | Riley Nine MPH Six Racing           | Riley 1.5L I4                   |        | 208    |
| 5               | 5.0    | 7   | Henri Toulouse                  | Henri Toulouse Marcel Mongin                               | Delahaye 18CV Sport                 | Delahaye 3.2L I6                |        | 207    |
| 6               | 2.0    | 21  | Guy Weisweiller                 | Guy Weisweiller Jean Desvignes                             | Alfa Romeo 6C                       | Alfa Romeo 1.8L I6              | D      | 204    |
| 7               | 1.5    | 38  | Jean Trévoux                    | Jean Trévoux René Carrière                                 | Riley Nine MPH Six Racing           | Riley 1.5L I4                   |        | 204    |
| 8               | 1.5    | 33  | Maurice Falkner                 | Maurice Falkner Tom Clarke                                 | Aston Martin 1½ Ulster              | Aston Martin 1.5L I4            |        | 202    |
| 9               | 1.1    | 42  | Philippe Maillard-Brune         | Philippe Maillard-Brune Charles Druck                      | MG Magnette K3                      | MG 1.1L Supercharged I6         | D      | 202    |
| 10              | 1.5    | 32  | Tommy Thomas                    | Tommy Thomas Michael Kenyon                                | Aston Martin 1½ Ulster              | Aston Martin 1.5L I4            |        | 199    |
| 11              | 1.5    | 31  | P.L. Donkin                     | Peter Donkin Lord Malcolm Douglas-Hamilton                 | Aston Martin 1½ Ulster              | Aston Martin 1.5L I4            |        | 199    |
| 12              | 1.5    | 27  | John Cecil Noël                 | Jim Elwes Mortimer Morris-Goodall                          | Aston Martin 1½ Ulster              | Aston Martin 1.5L I4            |        | 196    |
| 13              | 5.0    | 14  | Arthur W. Fox & Charles Nicholl | Dudley Benjafield Sir Ronald Gunter                        | Lagonda M45R Rapide                 | Meadows 4.5L I6                 | D      | 196    |
| 14              | 1.5    | 26  | Louis Villeneuve                | Louis Villeneuve André Vagniez                             | Bugatti Type 51A                    | Bugatti 1.5L Supercharged I8    |        | 195    |
| 15              | 1.5    | 30  | Alfred Thomas Gardner           | Roland Gardner Alfred Beloë                                | Aston Martin 1½ Ulster              | Aston Martin 1.5L I4            |        | 190    |
| 16              | 1.1    | 51  | Frank Stanley Barnes            | Frank Stanley Barnes Archie Langley                        | Singer 9 Le Mans Replica            | Singer 1.0L I4                  |        | 183    |
| 17              | 1.5    | 34  | André Hénon                     | André Hénon Roger Rès                                      | Singer 1½ litre Le Mans             | Singer 1.5L I4                  |        | 177    |
| 18              | 1.1    | 45  | Mme Anne-Cécile Rose-Itier      | Anne-Cécile Rose-Itier Robert Jacob                        | Fiat 508S Balilla Sport             | Fiat 1.0L I4                    |        | 172    |
| 19              | 1.1    | 48  | Gordon Hendy                    | Gordon Hendy James Boulton                                 | Singer 9 Sports                     | Singer 1.0L I4                  |        | 171    |
| 20              | 1.1    | 54  | Anthony Marsh                   | Arthur Marsh Herbert Guest                                 | Singer 9 Le Mans Replica            | Singer 1.0L I4                  |        | 160    |
| 21              | 1.1    | 46  | Pierre Duval                    | Pierre Duval Jean Treunet                                  | B.N.C.                              | B.N.C. 1.0L I4                  |        | 160    |
| 22              | 1.1    | 52  | Raymond Gaillard                | Raymond Gaillard Maurice Aimé                              | Singer 9 Le Mans Replica            | Singer 1.0L I4                  |        | 159    |
| 23              | 1.1    | 53  | Guy Lapchin                     | Guy Lapchin Jacques Savoye                                 | Singer 9 Le Mans                    | Singer 1.0L I4                  |        | 155    |
| 24              | 1.1    | 56  | Capt. G.E.T. Eyston             | Joan Richmond Eva Gordon Simpson                           | MG PA Midget                        | MG 0.8L I4                      |        | 153    |
| 25              | 1.1    | 55  | Capt. G.E.T. Eyston             | Doreen Evans Barbara Skinner                               | MG PA Midget                        | MG 0.8L I4                      |        | 153    |
| 26              | 1.1    | 54  | Capt. G.E.T. Eyston             | Margaret Allen Colleen Eaton                               | MG PA Midget                        | MG 0.8L I4                      |        | 152    |
| 27              | 750    | 62  | John Carr                       | John Carr John Barbour                                     | Austin 7 Speedy                     | Austin 0.7L I4                  |        | 141    |
| 28              | 750    | 60  | Austin Motor Company            | Charles Dodson R. G. Richardson                            | Austin 7 Speedy                     | Austin 0.7L I4                  |        | 138    |
| Ausgefallen     |        |     |                                 |                                                            |                                     |                                 |        |        |
| 29              | 3.0    | 8   | Anthony Lago                    | Auguste Bodoignet Marcel Constans                          | Talbot T150 Baby Sport              | Talbot 3.0L I6                  |        | 181    |
| 30              | 1.5    | 36  | Riley Motor Company Ltd.        | Jean Sébilleau Georges Delaroche                           | Riley Nine MPH Six Racing           | Riley 1.5L I4                   |        | 149    |
| 31              | 1.5    | 35  | Riley Motor Company Ltd.        | Freddie Dixon Cyril Paul                                   | Riley Nine MPH Six Racing           | Riley 1.5L I4                   |        | 130    |
| 32              | 1.1    | 44  | Amédée Gordini                  | Amédée Gordini Carlo Nazarro                               | Fiat 508S Balilla Sport Coppa D'Oro | Fiat 1.0L I4                    |        | 129    |
| 33              | 5.0    | 6   | Bernard de Souza Dantas         | Bernard de Souza Dantas Roger Teillac                      | Bugatti Type 57                     | Bugatti 3.3L I8                 |        | 129    |
| 34              | 3.0    | 10  | Earl Howe                       | Earl Howe Brian E. Lewis                                   | Alfa Romeo 8C 2300                  | Alfa Romeo 2.3L Supercharged I8 |        | 129    |
| 35              | 3.0    | 18  | Comte Georges d’Arnoux          | Georges d’Arnoux Pierre Merlin                             | Bugatti Type 55                     | Bugatti 2.3L I6                 |        | 128    |
| 36              | 3.0    | 11  | Luigi Chinetti                  | Luigi Chinetti Jacques Gastaud                             | Alfa Romeo 8C 2300                  | Alfa Romeo 2.3L Supercharged I8 |        | 116    |
| 37              | 5.0    | 2   | Roger Labric                    | Roger Labric Pierre Veyron                                 | Bugatti Type 50S                    | Bugatti 5.0L I8                 |        | 116    |
| 38              | 1.1    | 50  | John H. R. Baker                | John Horton Baker Norman Black                             | Singer 9 Le Mans Replica            | Singer 1.0L I4                  |        | 107    |
| 39              | 750    | 59  | Austin Motor Company            | Pat Driscoll Don Parish                                    | Austin 7                            | Austin 0.7L I4                  |        | 106    |
| 40              | 1.1    | 39  | Maurice Baumer                  | Maurice Baumer John Ludovic Ford                           | MG Magnette K3                      | MG 1.1L Supercharged I6         |        | 99     |
| 41              | 1.1    | 58  | Philippe Maillard-Brune         | Jean Viale Albert Debille                                  | MG PB Midget                        | MG 0.8L Supercharged I4         |        | 98     |
| 42              | 1.5    | 22  | Dudley Folland                  | Dudley Folland A. F. P. Fane                               | Frazer Nash Shelsley                | Gough 1.5L I4                   |        | 96     |
| 43              | 1.1    | 41  | Eddie Hertzberger               | Eddie Hertzberger George Raphaël Béthenod de Montbressieux | MG Magnette K3                      | MG 1.1L Supercharged I6         |        | 92     |
| 44              | 1.1    | 43  | Ecurie de L'Ours                | Marcel Horvilleur Gaston Serff                             | Amilcar CG Spéciale Martin          | Amilcar 1.1L I4                 |        | 91     |
| 45              | 750    | 61  | Austin Motor Company            | Charles Goodacre Rodney Turner                             | Austin 7                            | Austin 0.7L I4                  |        | 89     |
| 46              | 2.0    | 19  | Derby                           | Gwenda Stewart Charles Worth                               | Derby                               | Derby 2.0L I4                   |        | 87     |
| 47              | 1.5    | 23  | M.T.U. Collier                  | Michael Collier Lord Selsdon                               | Frazer Nash TT Replica              | Gough 1.5L I4                   |        | 77     |
| 48              | 2.0    | 20  | Ecurie Argo                     | Paul Vallée Albert Blondeau                                | Bugatti Type 35                     | Bugatti 2.0L Supercharged I8    |        | 74     |
| 49              | 3.0    | 15  | Raymond Sommer                  | Raymond Sommer Raymond de Saugé Destrez                    | Alfa Romeo 8C 2300                  | Alfa Romeo 2.3L Supercharged I8 |        | 69     |
| 50              | 3.0    | 9   | René Kippeurt                   | René Kippeurt Edmond Nebout                                | Bugatti Type 44                     | Bugatti 3.0L I8                 |        | 64     |
| 51              | 1.1    | 49  | Singer Ltd.                     | James Donald Barnes Tommy Wisdom                           | Singer 9 Le Mans Replica            | Singer 1.0L I4                  |        | 57     |
| 52              | 5.0    | 5   | Daniel Porthault                | Daniel Porthault Just-Émile Vernet                         | La Lorraine-Dietrich B3-6           | La Lorraine 3.5L I6             |        | 52     |
| 53              | 1.5    | 37  | Riley Motor Company Ltd.        | Percy Maclure Sammy Newsome                                | Riley Nine MPH Six Racing           | Riley 1.5L I4                   |        | 47     |
| 54              | 1.5    | 28  | R.E. Tongue                     | Clifton Penn-Hughes Thomas Fothringham-Parker              | Aston Martin 1½ Ulster              | Aston Martin 1.5L I4            |        | 45     |
| 55              | 1.5    | 25  | Riley Motor Company Ltd.        | Elsie Wisdom Kay Petre                                     | Riley Nine MPH Six Racing           | Riley 1.5L I4                   |        | 38     |
| 56              | 8.0    | 1   | Prinz Nikolaus von Rumänien     | Prinz Nikolaus von Rumänien Emile Beghin                   | Duesenberg Model J                  | Duesenberg 7.0L I8              |        | 38     |
| 57              | 3.0    | 16  | Ecurie Argo                     | Bernard Chaudé Jean-Gilbert Foury                          | Bugatti Type 55                     | Bugatti 2.3L I6                 |        | 26     |
| 58              | 1.1    | 47  | Ian Connell                     | Ian Connell Nevil Lloyd                                    | Singer 9 Le Mans Replica            | Singer 1.0L I4                  |        | 17     |
| Nicht gestartet |        |     |                                 |                                                            |                                     |                                 |        |        |
| 59              | 5.0    | 3   |                                 | Jacques de Valence de Minardiere Charles Delavau           | Bugatti Type 50                     |                                 |        | 1      |
| 60              | 1.1    | 40  | Capt. G.E.T. Eyston             |                                                            | MG Magnette K3                      | Talbot 3.0L I6                  |        | 2      |

1 Unfall im Training
2 nicht gestartet

### Nur in der Meldeliste
Hier finden sich Teams, Fahrer und Fahrzeuge die ursprünglich für das Rennen gemeldet waren, aber aus den unterschiedlichsten Gründen daran nicht teilnahmen. 
| Pos. | Klasse | Nr. | Team           | Fahrer       | Chassis       | Motor | Reifen |
| ---- | ------ | --- | -------------- | ------------ | ------------- | ----- | ------ |
| 61   | 8.0    |     |                | Richard Pons | Hispano-Suiza |       |        |
| 62   |        |     | Treizefonts    |              | Bugatti       |       |        |
| 63   |        |     | George Boursin |              |               |       |        |

### Biennale-Cup
| Pos. | Nr. | Fahrer                                   | Chassis                   | Koeffizient | Platzierung im Gesamtklassement |
| ---- | --- | ---------------------------------------- | ------------------------- | ----------- | ------------------------------- |
| 1    | 29  | Charles E. C. Martin Charles Brackenbury | Aston Martin 1½ Ulster    | 2905,576    | Rang 3                          |
| 2    | 51  | Frank Stanley Barnes Alf Langley         | Singer 9 Le Mans Replica  | 2478,599    | Rang 16                         |
| 3    | 24  | Bill von der Becke Cliff Richardson      | Riley Nine MPH Six Racing | 2811,880    | Rang 4                          |
| 4    | 38  | Jean Trévoux René Carrière               | Riley Nine MPH Six Racing | 2753,141    | Rang 7                          |
| 5=   | 27  | Jim Elwes Mortimer Morris-Goodall        | Aston Martin 1½ Ulster    | 2655,332    | Rang 12                         |
| 5=   | 45  | Anne-Cécile Rose-Itier Robert Jacob      | Fiat 508S Balilla Sport   | 2327,169    | Rang 18                         |
| 6=   | 45  | Johnny Hindmarsh Luis Fontés             | Lagonda M45R Rapide       | 3006,797    | Gesamtsieg                      |
| 6=   | 30  | Alfred Gardner Alfred Beloë              | Aston Martin 1½ Ulster    | 2574,264    | Rang 15                         |

### Index of Performance
| Pos. | Nr. | Fahrer                                   | Chassis                  | Koeffizient | Platzierung im Gesamtklassement |
| ---- | --- | ---------------------------------------- | ------------------------ | ----------- | ------------------------------- |
| 1    | 29  | Charles E. C. Martin Charles Brackenbury | Aston Martin 1½ Ulster   | 1.31000     | Rang 3                          |
| 2    | 42  | Philippe Maillard-Brune Charles Druck    | MG Magnette K3           | 1.28000     | Rang 9                          |
| 3    | 51  | Frank Stanley Barnes Alf Langley         | Singer 9 Le Mans Replica | 1.29000     | Rang 16                         |

### Klassensieger
| Klasse               | Fahrer                  | Fahrer              | Fahrzeug                | Platzierung im Gesamtklassement |
| -------------------- | ----------------------- | ------------------- | ----------------------- | ------------------------------- |
| 11. Biennale Cup     | Charles E.C. Martin     | Charles Brackenbury | Aston Martin 1 ½ Ulster | Rang 3                          |
| Index of Performance | Charles E.C. Martin     | Charles Brackenbury | Aston Martin 1 ½ Ulster | Rang 3                          |
| 3001–5000 cm³        | Johnny Hindmarsh        | Luis Fontés         | Lagonda M45R Rapide     | Gesamtsieg                      |
| 2001–3000 cm³        | Pierre-Louis Dreyfus    | Henri Stoffel       | Alfa Romeo 8C 2300      | Rang 2                          |
| 1501–2000 cm³        | Guy Weisweiler          | Jean Desvignes      | Alfa Romeo 6C           | Rang 6                          |
| 1101–1500 cm³        | Charles E.C. Martin     | Charles Brackenbury | Aston Martin 1 ½ Ulster | Rang 3                          |
| 751–1000 cm³         | Philippe Maillard-Brune | Charles Druck       | MG Magnette K3          | Rang 9                          |
| Bis 750 cm³          | John Carr               | John Barbour        | Austin 7 Speedy         | Rang 27                         |

### Renndaten
- Gemeldet: 63
- Gestartet: 58
- Gewertet: 28
- Rennklassen: 8
- Zuschauer: unbekannt
- Ehrenstarter des Rennens: Raoul Dautry, Generaldirektor der SNCF und Daniel Boutet, Generaldirektor der französischen Straßenverwaltung
- Wetter am Rennwochenende: warm, mit kurzen Regenschauern
- Streckenlänge: 13,492 km
- Fahrzeit des Siegerteams: 24:00:00,000 Stunden
- Gesamtrunden des Siegerteams: 223
- Gesamtdistanz des Siegerteams: 3006,797 km
- Siegerschnitt: 125.283 km/h
- Pole Position: unbekannt
- Schnellste Rennrunde: Earl Howe – Alfa Romeo 8C 2300 (#10) – 5:47,900 = 139,612 km/h
- Rennserie: zählte zu keiner Rennserie